# Anticlea farinata
Anticlea farinata är en fjärilsart som beskrevs av Rudolf Pinker 1965. Anticlea farinata ingår i släktet Anticlea och familjen mätare. Inga underarter finns listade i Catalogue of Life.